# Code Parsons

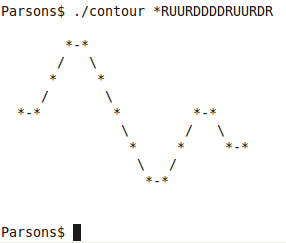
Code Parsons et contour mélodique de l'Ode à la joie.

Le code Parsons, inventé en 1975 par Denys Parsons, est un système très simplifié de notation musicale destiné à l'indexation de mélodies. Il n'utilise que trois signes : les lettres U, D et R, respectivement pour Up, Down et Repeat. Une note s'écrit U si elle est plus haute que la précédente, D si elle est plus basse, R si elle est du même niveau. Un astérisque optionnel peut représenter la première note.
Une phrase musicale écrite en code Parsons est ambiguë et peut se lire d'une infinité de façons (en particulier, aucune indication de rythme n'est donnée). Cependant, cette méthode d'écriture est très accessible à des non-musiciens et permet, à l'aide d'une base de données convenable, d'identifier facilement un morceau parmi un grand nombre.
Le code Parsons est une des méthodes de saisie de Musipedia, encyclopédie collaborative sur internet : chaque mélodie de cette encyclopédie est transcrite à la fois au format MIDI et selon le code Parsons.